# سه زن ریسنده
سه زن ریسنده یا سه ریسنده (آلمانی: Die drei Spinnerinnen) یک افسانه آلمانی است که توسط برادران گریم در مجموعهٔ «قصه‌های کودکان و خانواده» (KHM 14) گردآوری شده‌است. این داستان از نوع ATU 501 در رده‌بندی آَرنه-تامپسون است که در سراسر اروپا رواج دارد. این داستان شباهت‌هایی با افسانه‌هایی مانند رامپل‌استیلت‌اسکین و مادر هوله دارد و همچنین تفاوت‌های آشکاری نیز با آن‌ها دارد.

## خلاصه داستان
روزی روزگاری دختری زیبا ولی تنبل زندگی می‌کرد که از ریسندگی بیزار بود. یک روز، مادرش به‌دلیل تنبلی‌اش او را کتک می‌زد که ملکه از آنجا عبور کرد و این صحنه را دید. وقتی دلیل تنبیه را پرسید، مادر که خجالت می‌کشید به تنبلی دخترش اعتراف کند، گفت که دخترش آنقدر زیاد می‌ریسد که نمی‌توانند به‌اندازه کافی برایش کتان تهیه کنند. ملکه که تحت‌تأثیر این سخن قرار گرفته بود، پیشنهاد داد که دختر را با خود ببرد.
در قصر، ملکه دختری را به اتاقی پر از کتان برد و گفت اگر بتواند تا سه روز تمام آن‌ها را بریسد، با شاهزاده ازدواج خواهد کرد. پس از دو روز، ملکه بازگشت و دید که هیچ‌یک از کتان‌ها ریسیده نشده‌اند. دختر بهانه آورد که از دلتنگی خانواده‌اش نتوانسته کار کند. اما می‌دانست که این بهانه بار دوم پذیرفته نمی‌شود.
در شب، سه زن پیر ظاهر شدند. یکی پای متورم بزرگی داشت، دیگری شست بسیار بزرگی، و سومی لب آویخته‌ای. آن‌ها پیشنهاد کردند تمام کتان را برای دختر بریسند، به شرطی که در روز عروسی آن‌ها را دعوت کند، آن‌ها را به‌عنوان خاله‌هایش معرفی کند و در میز بالای مجلس بنشاند. دختر پذیرفت و آن‌ها ریسندگی را آغاز کردند.
صبح روز بعد، ملکه با دیدن کتان‌های ریسیده‌شده بسیار خرسند شد و عروسی دختر با شاهزاده را ترتیب داد. در روز عروسی، دختر سه زن را دعوت کرد و آنان در مجلس حاضر شدند. شاهزاده از دختر پرسید که چرا این زنان چنین اندام‌های عجیبی دارند. آن‌ها توضیح دادند که این اندام های عجیب نتیجه سال‌ها ریسندگی است: پا از با پا کار کردن، شست از چرخاندن نخ، و لب از لیسیدن نخ. شاهزاده با شنیدن این، به همسرش دستور داد که دیگر هرگز چیزی نریسد.

## نسخهٔ کوتاه‌تر: ریسندگی نفرت‌انگیز
در نسخهٔ ابتدایی که در نخستین چاپ کتاب برادران گریم با عنوان «ریسندگی نفرت‌انگیز» آمده‌است، شاه از ملکه و دخترانش می‌خواهد که مدام ریسندگی کنند. روزی جعبه‌ای پر از کتان به آن‌ها می‌دهد که دختران از آن واهمه دارند. ملکه سه پیرزن زشت را به قصر دعوت می‌کند تا ریسندگی کنند. وقتی شاه آن‌ها را می‌بیند و از علت زشتی‌شان می‌پرسد، آنان می‌گویند این‌ها نتیجه سال‌ها ریسندگی است. شاه با شنیدن این، ریسندگی را برای همسر و دخترانش ممنوع می‌کند.

## نسخه‌های مشابه در کشورهای دیگر

### ایتالیا
هفت برش گوشت خوک: دخترکی هفت تکه گوشت می‌خورد و هیچ‌کدام را برای مادرش باقی نمی‌گذارد. مادر هنگام تنبیه دختر بازرگانی را می‌بیند و برای پنهان کردن حقیقت، دختر را سخت‌کوش جلوه می‌دهد. بازرگان تحت‌تأثیر قرار گرفته و با او ازدواج می‌کند. بعداً پری‌هایی که از حرکت او خوششان می‌آید، به‌جای او ریسندگی می‌کنند.
و هفتا!: در این نسخه مادر دختر را به‌خاطر خوردن هفت کاسه سوپ سرزنش می‌کند و به دروغ می‌گوید که دخترش هفت دسته کتان ریسته است. سه زن زشت در اینجا نیز ظاهر می‌شوند و اگر دختر آن‌ها را در مراسم عروسی دعوت نکند، تهدیدش می‌کنند. دختر نام‌هایشان را فراموش می‌کند ولی با کمک همسرش که سه زن را در جنگل می‌بیند، آن‌ها را دعوت می‌کند.

### ایرلند
نسخهٔ ایرلندی با عنوان «زیبای تنبل و خاله‌هایش» نیز بسیار شبیه به نسخه‌های آلمانی و ایتالیایی است. این داستان در فرانسه با عنوان «تنبلی و خاله‌هایش» ترجمه شده‌است.

### اسکاتلند
در داستان اسکاتلندی با عنوان «هوپیتی استوری»، زنی شش پیرزن سبزپوش را برای انجام کارهای خانه‌اش استخدام می‌کند و در مقابل آن‌ها را برای شام دعوت می‌کند.

### شبه‌جزیره ایبری
نسخه‌ای اسپانیایی به نام «روح‌ها» توسط فرناندو کابالرو گردآوری شده‌است. نسخهٔ دیگری با نام «پری‌های بخت» توسط السی اسپایسر ایلز ترجمه شده که در آن پری‌ها کارهای تنبل زیبارو را انجام می‌دهند.

### اروپای غربی و شمالی
نسخه‌هایی از نورماندی فرانسه، فلاندر، سوئد و جمهوری چک با عناوین مشابه گردآوری شده‌اند که همگی دارای مضامینی از تنبلی، کار سنگین ریسندگی و پیرزن‌های کمک‌کننده هستند.

### آسیای مرکزی
در نسخه‌ای ازبکی، زن تنبل در حین ریسندگی و غذا خوردن دیده می‌شود و باعث خنده شاهزاده می‌شود، که در اثر آن استخوان گیر کرده در گلویش آزاد می‌شود. در نتیجه، شاهزاده از او درخواست می‌کند که دیگر کار نکند.

## در ادبیات
نسخه‌ای ادبی با عنوان «سه پیرزن کوچک، هر یک با چیز بزرگی» وجود دارد که در آن دختر تنبل شاهزاده است و مادرش او را در برج محبوس می‌کند تا ریسندگی بیاموزد.

## در فرهنگ عامه
این داستان در مجموعهٔ کلاسیک‌های تلویزیونی گریم و نیز در برخی بازی‌های ماجراجویی به‌کار رفته است.

## نگارخانه

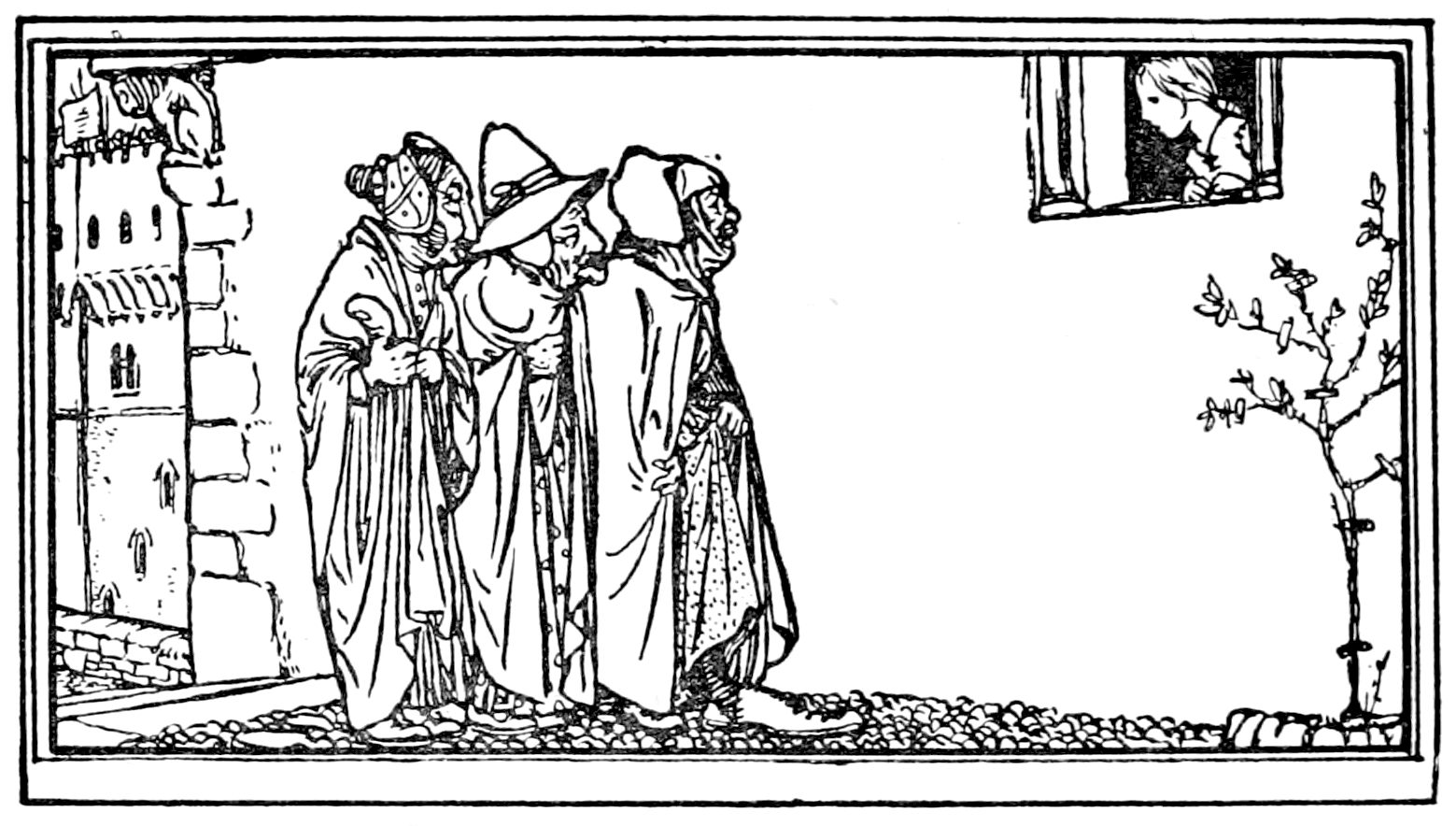
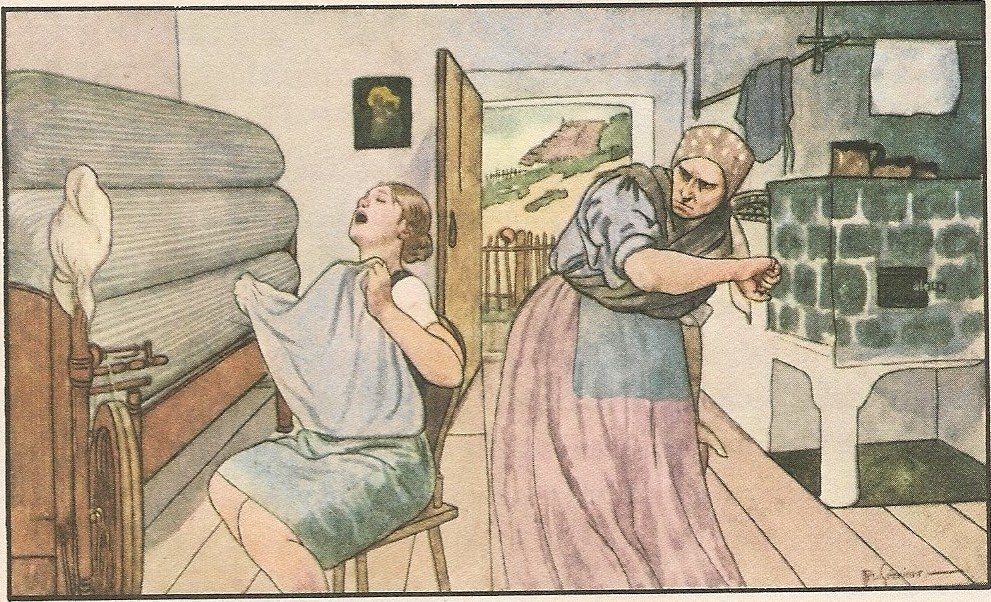
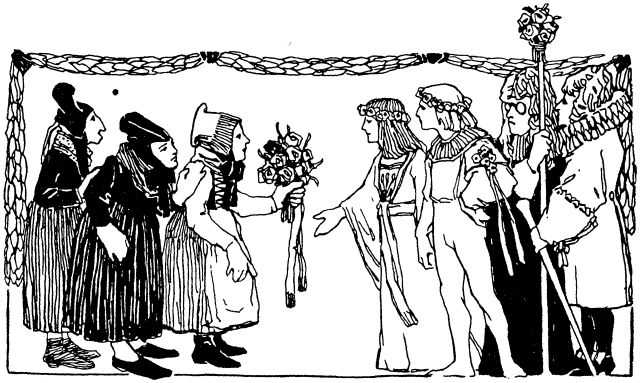